# 22416 Tanimotoyoshi
22416 Tanimotoyoshi este o planetă minoră (asteroid) din centura de asteroizi. A fost descoperită pe 28 octombrie 1995 la Kitami Observatory⁠(d) de Kin Endate. 
Obiectul prezintă o orbită caracterizată de o semiaxă mare de 2,5943877 UAi, o excentricitate de 0,3, o înclinație de 5,60866 ° în raport cu ecliptica.